# Tour de France (biltävling)

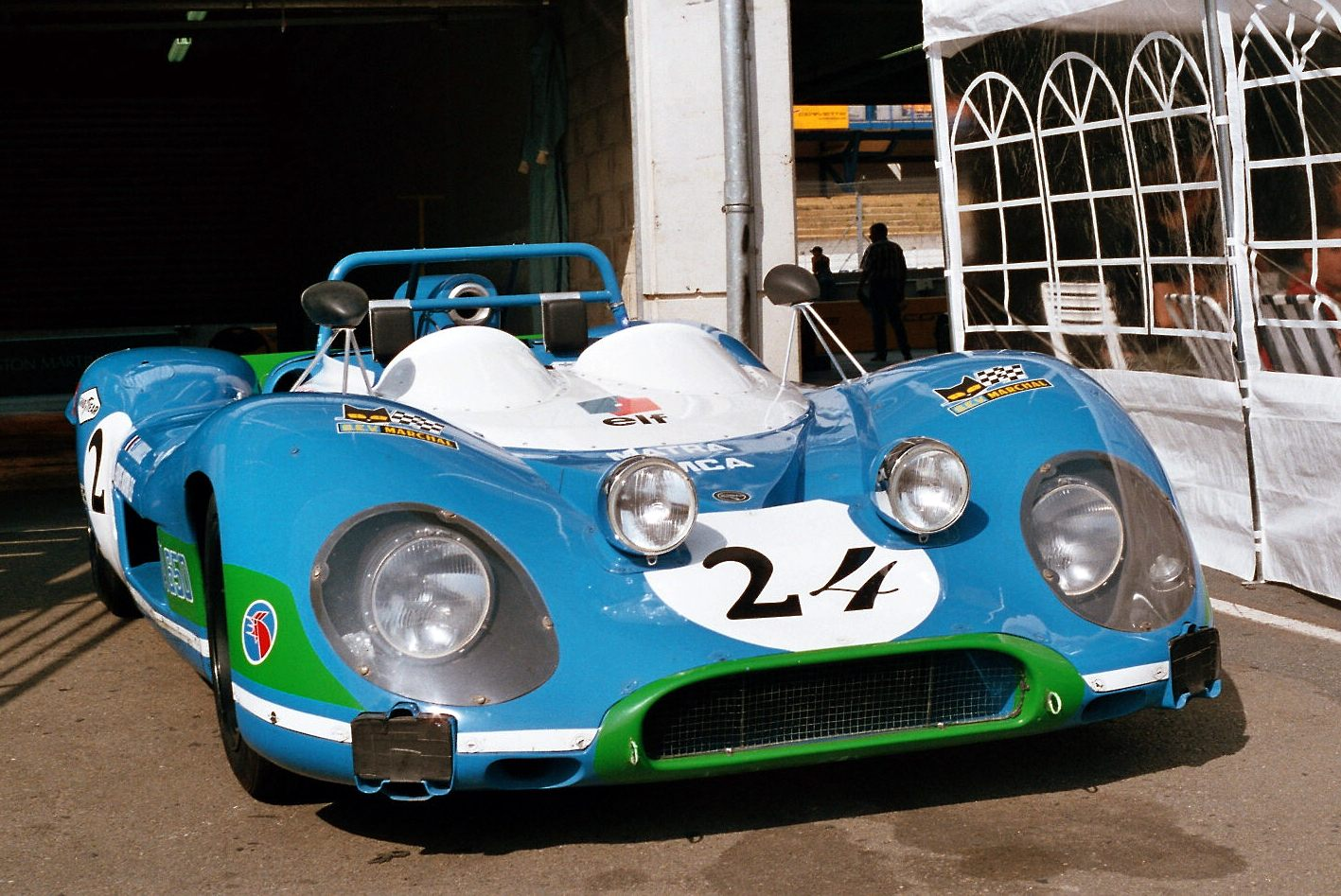
Matra MS650 vann Tour de France två år i rad, 1970 och 1971.

Tour de France var en långdistanstävling för bilar som kördes på landsvägar runt Frankrike. Den första tävlingen hölls 1899, därefter kördes loppet med vissa avbrott fram till 1986.
Sedan 1992 hålls ett historiskt rally längs samma vägar under namnet Tour Auto.

## Vinnare under perioden 1951-1986
| År             | Sportvagn                                         | Sportvagn            | Standardvagn                        | Standardvagn         |
| År             | Förare                                            | Bil                  | Förare                              | Bil                  |
| -------------- | ------------------------------------------------- | -------------------- | ----------------------------------- | -------------------- |
| 1951           | Pierre Pagnibon Alfred Barraquet                  | Ferrari 212 Export   | -                                   | -                    |
| 1952           | Marc Gignoux Mme. Gignoux                         | DB 750               | -                                   | -                    |
| 1953           | Jacques Péron R. Bertramnier                      | Osca MT4             | Paul Condrillier “Daniel“           | Renault 4CV 1062     |
| 1954           | Jacques Pollet Hubert Gauthier                    | Gordini T15S         | -                                   | -                    |
| 1955           | Ingen tävling                                     | Ingen tävling        | Ingen tävling                       | Ingen tävling        |
| 1956           | Alfonso de Portago Edmont Nelson                  | Ferrari 250 GT       | -                                   | -                    |
| 1957           | Olivier Gendebien Lucien Bianchi                  | Ferrari 250 GT       | Jean Hébert Marcel Lauga            | Alfa Romeo Giulietta |
| 1958           | Olivier Gendebien Lucien Bianchi                  | Ferrari 250 GT       | Jean Hébert Bernard Consten         | Alfa Romeo Giulietta |
| 1959           | Olivier Gendebien Lucien Bianchi                  | Ferrari 250 GT       | Hermano da Silva Ramos Jean Estager | Jaguar Mk I          |
| 1960           | Willy Mairesse Georges Berger                     | Ferrari 250 GT       | Bernard Consten Jack Renel          | Jaguar Mk II         |
| 1961           | Willy Mairesse Georges Berger                     | Ferrari 250 GT       | Bernard Consten Jack Renel          | Jaguar Mk II         |
| 1962           | André Simon Maurice Dupeyron                      | Ferrari 250 GT       | Bernard Consten Jack Renel          | Jaguar Mk II         |
| 1963           | Jean Guichet José Behra                           | Ferrari 250 GTO      | Bernard Consten Jack Renel          | Jaguar Mk II         |
| 1964           | Lucien Bianchi Georges Berger                     | Ferrari 250 GTO      | Peter Procter Andrew Cowan          | Ford Mustang         |
| 1965 till 1968 | Inga tävlingar                                    | Inga tävlingar       | Inga tävlingar                      | Inga tävlingar       |
| 1969           | Gérard Larrousse Maurice Gélin                    | Porsche 911 R        | -                                   | -                    |
| 1970           | Jean-Pierre Beltoise Patrick Depailler Jean Todt  | Matra MS650          | -                                   | -                    |
| 1971           | Gérard Larrousse Johnny Rives                     | Matra MS650          | -                                   | -                    |
| 1972           | Jean-Claude Andruet Michèle Espinosi-Petit        | Ferrari 365 GTB/4    | -                                   | -                    |
| 1973           | Sandro Munari Mario Mannucci                      | Lancia Stratos       | -                                   | -                    |
| 1974           | Gérard Larrousse Jean-Pierre Nicolas Johnny Rives | Ligier JS2           | -                                   | -                    |
| 1975           | Bernard Darniche Alain Mahé                       | Lancia Stratos       | -                                   | -                    |
| 1976           | Jacques Henry Bernard-Etienne Grobot              | Porsche 911          | -                                   | -                    |
| 1977           | Bernard Darniche Alain Mahé                       | Lancia Stratos       | -                                   | -                    |
| 1978           | Michèle Mouton Françoise Conconi                  | Fiat 131 Abarth      | -                                   | -                    |
| 1979           | Bernard Darniche Alain Mahé                       | Lancia Stratos       | -                                   | -                    |
| 1980           | Bernard Darniche Alain Mahé                       | Lancia Stratos       | -                                   | -                    |
| 1981           | Jean-Claude Andruet Chantal Bouchetal             | Ferrari 308 GTB      | -                                   | -                    |
| 1982           | Jean-Claude Andruet Michèle Espinosi-Petit        | Ferrari 308 GTB      | -                                   | -                    |
| 1983           | Guy Fréquelin Jean-François Fauchille             | Opel Manta 400       | -                                   | -                    |
| 1984           | Jean Ragnotti Pierre Thimonier                    | Renault 5 Turbo      | -                                   | -                    |
| 1985           | Jean Ragnotti Pierre Thimonier                    | Renault 5 Maxi Turbo | -                                   | -                    |
| 1986           | François Chatriot Michel Périn                    | Renault 5 Maxi Turbo | -                                   | -                    |